# Sandro Nicević
Sandro Nicević (Pula, 16 de junho de 1976) é um basquetebolista profissional croata, atualmente joga no Benetton Treviso.

## Carreira
Sandro Nicević representou a Seleção Croata de Basquetebol nas Olimpíadas de 2008, que ficou em 6º lugar.